# Sinŭiju-Stadion
Das Sinŭiju-Stadion (신의주 경기장) ist ein 1965 errichtetes Fußballstadion mit Leichtathletikanlage in der nordkoreanischen Grenzstadt Sinŭiju, Provinz P’yŏngan-pukto. Es ist Heimstätte des Fußball-Erstligisten Kigwancha SC und fasst 17.500 Zuschauer.
Zwischen März und September 2015 fanden umfangreiche Arbeiten in bzw. um das Stadion herum statt; die Satellitenbilder lassen einen Abriss vermuten. Womöglich entsteht an dessen Stelle ein sogenanntes „Sportdorf“.